# Departamentul pentru Situații de Urgență
Departamentul pentru Situații de Urgență (acronim: DSU) este structură operațională fără personalitate juridică din cadrul Ministerului Afacerilor Interne (M.A.I.) cu atribuții de coordonare, cu caracter permanent, la nivel național, a activităților de prevenire și gestionare a situațiilor de urgență, asigurarea și coordonarea resurselor umane, materiale, financiare și de altă natură necesare restabilirii stării de normalitate, inclusiv primul ajutor calificat și asistența medicală de urgență în cadrul unităților și compartimentelor de primire a urgențelor (UPU)/CPU).

## Atribuții
- coordonare integrată, cu caracter permanent, la nivel național, a activităților de protecție civilă, de prevenire și gestionare a situațiilor de urgență, de asigurare a resurselor umane, materiale, financiare și de altă natură necesare restabilirii stării provizorii de normalitate, inclusiv de prim ajutor calificat și asistență medicală de urgență, în cadrul unităților și compartimentelor de primire a urgențelor, denumite în continuare UPU/CPU, precum și în cadrul structurilor SMURD și serviciilor publice de ambulanță, până la internarea în spital sau externarea din  (UPU)/CPU;
- elaborare, coordonare și evaluare metodologică a activității de formare profesională și de educație continuă în domeniul asistenței medicale de urgență și a primului ajutor calificat, în colaborare cu structurile specializate ale Ministerului Sănătății și ale celorlalte instituții sau structuri cu atribuții în domeniu;
- coordonare și evaluare metodologică a activității de formare profesională și de educație continuă în domeniul intervențiilor de salvare montană și în mediul subteran speologic, precum și a activităților de căutare-salvare canină în domeniul situațiilor de urgență, în colaborare cu structurile specializate cu atribuții în domeniu[1].

## Instituții în coordonare
La nivelul Ministerului Afacerilor Interne, secretarul de stat, șef al Departamentului pentru Situații de Urgență, coordonează
- Inspectoratul General pentru Situații de Urgență
- Inspectoratul General de Aviație al Ministerului Afacerilor Interne
- Direcția Generală Management Urgențe Medicale (subordonare)
- Direcția Medicală
- Serviciile Salvamont (coordonare în colaborare cu autoritățile publice locale)[1].
- Direcția Generală pentru Protecție Civilă

## În alte țări
Franța
De gestionarea situațiilor de urgență se ocupă Direcția Generală pentru Apărare Civilă și Gestionarea Crizelor⁠(d) – o agenție de protecție civilă din cadrul Guvernului Francez care funcționează în subordinea Ministerul de Interne. Scopul acesteia este de prevenirea riscurilor de toate tipurile, de informare, de alertă a populației, protecția persoanelor, a bunurilor, a mediului împotriva accidentelor, dezastrelor, catastrofelor prin pregătirea și punerea în aplicare a măsurilor și a resurselor corespunzătoare sub responsabilitatea statului autoritățile locale și alte persoane publice sau private. 
Italia
De gestionarea situațiilor de urgență se ocupă Departamentul de Protecție Civilă⁠(d) care ține de M.A.I. cu atribuții de protecție civilă. Departamentul este guvernat de Decretul Guvernamental DPCM nr.398 din 7 septembrie 2001. 
Germania
Agenția Federală Germană pentru Ajutor Tehnic⁠(d) (THW) asigură ajutor în situații de urgență cum ar fi accidente de circulație, dezastre industriale sau cutremure. Este o organizație de experți voluntari în calitate de autoritate din departamentul Ministerului Federal de Interne, înființată în 1950.
Statele Unite
De gestionarea situațiilor de urgență se ocupă  Departamentul pentru Securitate Internă al Statelor Unite⁠(d) (FEMA).